# 日切焼

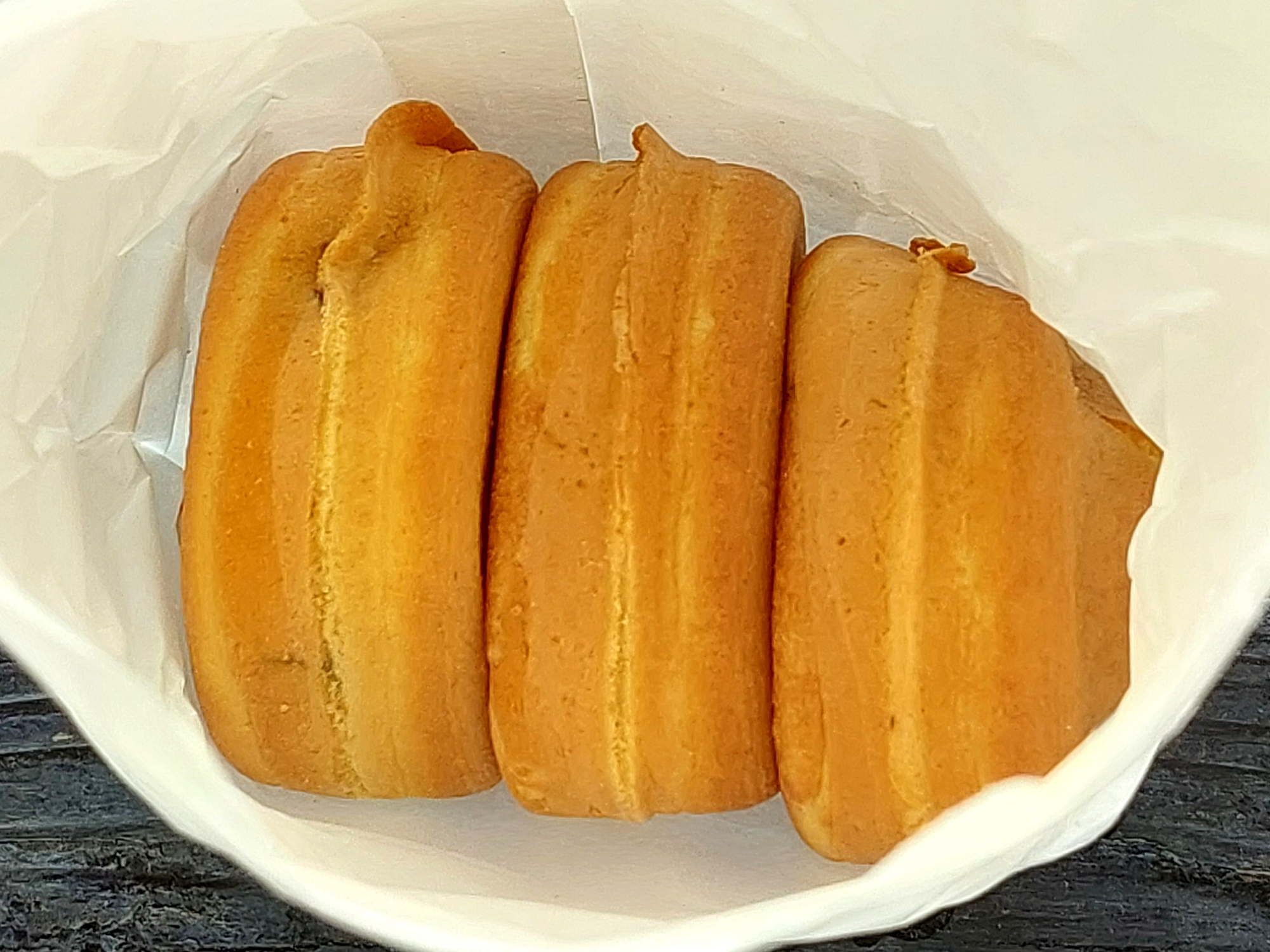
日切焼

日切焼（ひぎりやき）とは、愛媛県松山市の澤井本舗が製造販売している、小豆の粒餡入りの大判焼（ないしは今川焼、太鼓焼）様の焼き菓子。
一般の今川焼きや大判焼きとは異なり肌目に細かい気泡が多く寧ろどら焼きに近い焼き上がりである。
「お日切さん」として松山の人に親しまれている。松山市湊町5丁目（松山市駅前）の日切地蔵（浄土宗善勝寺）の境内で売られていたことに由来する。

## 歴史
創始は定かでないが、大正時代からあったとされ、太平洋戦争前には境内の3軒で販売していた。戦争中に原料の統制令により休業、戦後の区画整理で境内は大幅に縮小されたが、懐かしむ声に応え1949年（昭和24年）に復活した。
現在は、一社のみとなっているが、根強い人気があり、1店舗で売られている。

## 概要

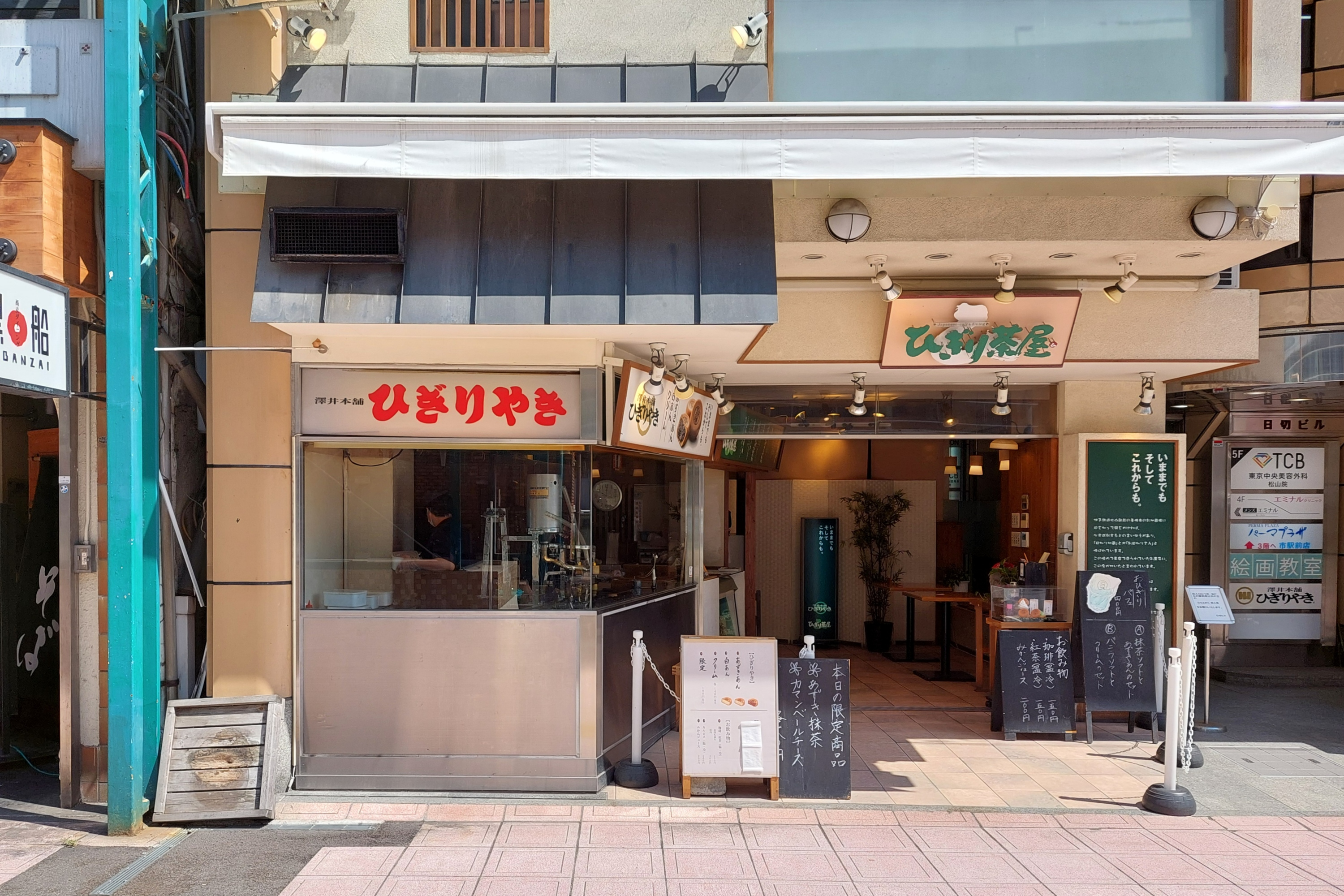
澤井本舗 ひぎりやき（松山市駅前）

労研饅頭等とともに古くから親しまれた松山のお菓子の一つである。
1961年（昭和36年）頃から店頭での実演販売を開始。
松山市駅前の本店の隣には「ひぎり茶屋」があり、ひぎりやきや、戦後から受け継がれてきたうどんなど食事をとることもできる。
定期的に期間限定の商品を販売している。
一時期フジグラン松山、ジャスコシティ松山（現・イオンスタイル松山）など商業施設に出店していたが、いずれの店舗も閉店している（閉店時期は不明）。
楽天市場でもオンラインショップを運営していたが、2021年1月21日をもって閉店。現在は澤井本舗のホームページより購入することができる。
松山市の魅力を届けるプロジェクトチーム(松山市に在住もしくは、通勤・通学する10代から20代の若者で構成)の企業コンサルにも協力しており、若者との商品開発といった新しい試みにも挑戦している。
松山市駅前地下街の泉の近くにあったまつちか店が半世紀の歴史に幕を下ろすことになり、2021年2月28日に閉店。この時点では路面店の松山市駅前の本店と大街道店の2店舗の営業だった。
閉店時期は不明だが、公式Instagramの2022年1月2日分に大街道店の記載はあるが、3月時点で店舗のページから削除されている（2022年3月21日に公式ホームページを確認済み）。2022年3月時点では本店のみの営業である。

## エピソード
『探偵!ナイトスクープ』（朝日放送テレビ、2021年10月08日放送）でひぎりやきに関係する依頼があった。
- 依頼者が「第4回 まつちかタウン創業38周年誕生祭　まつちか早食いトライアスロン」に参加したが、優勝した人物に負けたためリベンジしたいと申し出ている[11]。
- ひぎりやき5個とコーラLサイズを早く食べ終わった者が勝ちと言う内容（決勝戦のみあいテレビの『いちおし』2009年4月20日に放送）だった。
- リベンジ前日の特訓用と、翌日の本番用として事情を知る澤井本舗の社長が、ひぎりやきを提供している。助っ人としてジャイアント白田が愛媛県に来て一緒に特訓に協力。本番のリベンジでも立ち会った。訓練の甲斐があり、依頼者が勝っている。
- 後日談として、依頼者が対戦を受けてくれた大会優勝者の元へひぎりやき20個を持って挨拶に行くと、「これで練習して、リベンジさせてくれ」と話したと探偵役の澤部（ハライチ）が番組内で伝えている。
- このひぎりやきの対戦の様子は、2022年2月11日にも再放送されている[12]。